# Praia de Placeres
Vista da Praia de Placeres.
A praia de Placeres ou praia da Posta é uma praia galega situada no município espanhol de Pontevedra, na província de Pontevedra. É uma praia costeira semi-urbana com 50 metros de comprimento.

## Localização e acesso
A praia está situada na freguesia de Lourizán, na margem esquerda da Ria de Pontevedra, a 4 quilómetros da cidade e a menos de um quilómetro do bairro da Estribela. Situa-se entre os estaleiros do porto e o Cabo de Los Placeres.

## História
No final do século XIX, a vida social de Pontevedra durante o verão, animada por turistas e veraneantes, deslocou-se para as praias circundantes, nomeadamente para a praia de Placeres, que era a praia da moda durante a Restauração e estava ligada à cidade por um elétrico.
No início do século XX, à direita da praia, na ponta do Cabo, no istmo de Placeres, foi inaugurado em 1902 o Gran Hotel de Baños de Mar de Los Placeres, propriedade de Eugenio Montero Ríos, que acolhia hóspedes e veraneantes. Em 1918, após a sua morte, foi doado pelo seu filho Avelino Montero às freiras do Sagrado Coração de Jesus e tornou-se o Colégio do Sagrado Coração de Jesus de Placeres.
Na primavera de 1936, os anúncios na imprensa centravam-se nos hotéis, restaurantes, estabelecimentos balneares e na praia de Placeres para os turistas, para os quais o serviço de eléctricos oferecia bilhetes para 10 viagens de ida e volta a 4,25 pesetas. Na sociedade de classes da época, o banho na praia de Placeres era um passatempo popular de verão. Até meados do século XX, a praia tinha um aspeto selvagem.
Em 19 de maio de 1947, foi concedida autorização para a construção de uma estrada ao longo da ria de Pontevedra, entre Pontevedra e Placeres. As obras, iniciadas em 1949 e concluídas em 1955, alteraram completamente a zona, enchendo-a de terraplenos, o que afectou também a praia, que ficou reduzida. Em 1969, a estrada foi concluída com quatro faixas de rodagem e foi inaugurada como estrada de quatro faixas em 8 de agosto de 1969.
Em 28 de junho de 2023, o Estado desafectou a praia do porto, que já não era necessária para as actividades portuárias, e incorporou-a no regime geral do domínio público marítimo-terrestre.

## Descrição
Trata-se de uma praia praticamente rectilínea e plana, num ambiente semi-urbano. É uma praia costeira de areia branca e fina, virada para a ria de Pontevedra. Está orientada para noroeste.
Situada perto da autoestrada PO-11, de quatro faixas, esta praia de águas calmas oferece uma vista da ria e da ilha de Tambo. Dispõe de chuveiros e de um posto de bebidas.

### Artigos relacionados
- Ria de Pontevedra
- Praia do Lérez
- Passeio Marítimo de Pontevedra